# Protothyreophora grunini
Protothyreophora grunini är en tvåvingeart som beskrevs av Ozerov 1984. Protothyreophora grunini ingår i släktet Protothyreophora och familjen ostflugor. Inga underarter finns listade i Catalogue of Life.